# マイスイートメモリーズ
マイスイートメモリーズは、吉本興業（大阪本社）所属のお笑いコンビ。2017年結成。

## メンバー
トランスフォーム福田（トランスフォームふくだ、1989年3月12日 - ）（36歳）
ツッコミ担当、立ち位置は向かって左。もじゃもじゃ頭の方。
本名：福田 俊彦（ふくだ としひこ）
大阪府大阪市旭区出身。身長170cm、体重68kg。血液型O型。趣味は読書（村上春樹など）、神社巡り。
NSC大阪校31期生。
芸名の名付け親は金属バット、マイスイートメモリーズ結成前の時点で名乗っていた。
フルバージョン4分に渡る自己紹介ギャグがある。
現在、あさやまんちゃんランド（とくいち）、すみかわ（ブルーウェーブ）の3人でルームシェアしている。
花谷 豊（はなたに ゆたか、1982年5月12日 - ）（43歳）
ボケ担当、立ち位置は向かって右。よく帽子をかぶっている方。
大阪府堺市出身。身長179cm、体重80kg。趣味・特技はドラム。
NSC大阪校27期生と同期扱い。
帽子のことを質問された際にお決まりの返しがある。
芸人活動を始める前に「じぇっと商い」というバンドで活動。リーダーでドラム担当。バンド時の名前は「じぇっと鎌鼬」。バンド内恋愛禁止であったが、ボーカルの「じぇっと山口県」と交際。しかし、友人のマネージャー「じぇっとじゃないよ」に彼女をとられることとなる。
マイスイートメモリーズ結成前のピン芸人時代、「活動理由不明で引退扱い」にされていたことがある。

## 来歴
M-1グランプリにユニットととして出場するため、コンビ結成。2017年から大阪で活動。同年12月より大阪市旭区住みます芸人。2019年よりよしもと漫才劇場メンバーとして活動。
芸風は主に小道具などを多用したコント。
コンビ名の由来は、見た目から遠い印象を持つ名前をつけたくて、てらうち（黒帯）に相談。「ボーイミーツガール」か「マイスイートメモリーズ」の2つを提案され、後者を選択した（単独ライブタイトルの「青春」は大西（黒帯）が命名）。
M-1グランプリ2018・2019・2021・2022・2023・2024と3回戦進出、2020で準々決勝進出。第40回今宮子供えびすマンザイ新人コンクール決勝進出。キングオブコント2020・2024準決勝進出。
2021年12月11日、よしもと漫才劇場で隔月で行われている「グランドバトル」にて初の総合優勝。
2022年11月16日、「なんばグランド花月初舞台選手権2022秋」にて吉本プロデューサー審査賞を受賞。
駒場孝（ミルクボーイ）のイチオシ芸人。

## 出囃子
- ズーカラデル「ダンサーインザルーム」

## 出演

### テレビ
- オールザッツ漫才（毎日放送、2020年12月29日）
- 新春大売り出し!さんまのまんま（関西テレビ、2021年1月2日）
- あさパラ!「2021ブレイク芸人を探せ!」（読売テレビ、2021年1月30日）
- 妄想バラエティ キャラボーン（毎日放送、2021年7月20日）（福田のみ・旭区住みます芸人として）
- 2時45分からはスローでイージーなルーティーンで（関西テレビ、2021年7月23日）
- さや香・ラニーノーズ・ネイビーズアフロのバツウケテイナーR（サンテレビ、2021年9月14日）（花谷のみ）
- あらびき団 ゴールデンSP（TBSテレビ、2022年2月12日）
- なるみ・岡村の過ぎるTV「泥水すすり過ぎる芸人」（朝日放送テレビ、2022年2月28日）（花谷のみ）
- なるみ・岡村の過ぎるTV「名物店員No.1決定戦　関西接客-1GP」（朝日放送テレビ、2022年4月11日）
- 週刊オオギリマガジン「ウマおやじダービーオオギリ」（朝日放送テレビ、2022年8月28日、9月4日）（花谷のみ）
- オールザッツ漫才直前！大作戦会議2022　（毎日放送、2022年12月3日）
- カーネクストpresentsオールザッツ漫才2022　（毎日放送、2022年12月29日）
- 千原ジュニアの座王（関西テレビ、2023年5月4日[6]）

## 賞レース戦歴

### M-1グランプリ
| 年度             | 結果         | エントリー No. | 備考         |
| ---------------- | ------------ | -------------- | ------------ |
| 2016年（第12回） | 2回戦進出    | 2547           |              |
| 2017年（第13回） | 3回戦進出    | 1390           |              |
| 2018年（第14回） | 3回戦進出    | 1887           |              |
| 2019年（第15回)  | 3回戦進出    | 2237           |              |
| 2020年（第16回)  | 準々決勝進出 | 2206           |              |
| 2021年（第17回） | 3回戦進出    | 2752           |              |
| 2022年（第18回） | 3回戦進出    | 3415           |              |
| 2023年（第19回） | 3回戦進出    | 1068           | 1回戦1位通過 |
| 2024年（第20回） | 3回戦進出    | 3748           |              |

### その他賞レース
- 2019年 第40回今宮子供えびすマンザイ新人コンクール決勝進出
- 2020年 キングオブコント2020 準決勝進出
- 2023年 キングオブコント2023 準々決勝進出
- 2024年 キングオブコント2024 準決勝進出

## ライブ
単独ライブ
- 2018年
  - マイスイートメモリーズ単独ライブ「青春」（2018年6月10日、道頓堀ZAZA POCKET’S）
- 2019年
  - マイスイートメモリーズ単独ライブ「青春Volume2」（2019年2月27日、道頓堀ZAZA HOUSE）
  - マイスイートメモリーズよしもと漫才劇場初単独ライブ「青春3」（2019年12月20日、よしもと漫才劇場）
- 2020年
  - マイスイートメモリーズ第4回単独ライブ「ミッシュマッシュエクスプロージョン」（2020年7月10日、よしもと漫才劇場）
  - マイスイートメモリーズ単独ライブ「12月のマイスイートメモリーズ」（2020年12月4日、よしもと漫才劇場）
- 2021年
  - マイスイートメモリーズ単独ライブ「あなたの時間をわたしに下さい」（2021年12月29日、よしもと漫才劇場）

・2022年
　　・マイスイートメモリーズ単独ライブ「ハットとってハンドルにしてずっと右折してるー!そんな事より、単独ー!!!!!!」（2022年11月25日、よしもと漫才劇場）　　

### 引用
1. ↑  “2019/10/28 O.A | 大阪ミナミのコミュニティFM YES-fm”. 2020年9月20日閲覧。
2. ↑  “岡村隆史 吉本の“知られざるルール”に「そんなんあるの!?」 売れない芸人が受けた“引退扱い””. Sponichi Annex (2022年3月1日). 2025年8月1日閲覧。
3. ↑  “旭区住みます芸人「マイスイートメモリーズ」をご紹介します！”. 大阪市. 2020年9月20日閲覧。
4. ↑  “マイスイートメモリーズ | コンビ情報”. M-1グランプリ 公式サイト. 2020年11月7日閲覧。
5. ↑  “ミルクボーイに聞いた関西のイチオシ芸人 「ホンマにすごい」「人気はない」”. ニュースサイトしらべぇ (2020年3月5日). 2020年9月20日閲覧。
6. ↑  Inc, Natasha. “キュウ＆マイスイートメモリーズが「座王」初参戦”. お笑いナタリー. 2023年9月10日閲覧。